# Право на самоопределяне
Правото на самоопределяне на народите е основен принцип в съвременното международно право. Според него, народите, позовавайки се на принципа за равни права и равни възможности, имат право свободно да избират своя суверенитет и международен политически статут без намеса.
Понятието се появява през 1860-те години, след което бързо се разпространява. През Първата световна война и след нея, принципът е насърчаван както от Владимир Ленин, така и от Удроу Уилсън. През Втората световна война, принципът е включен в Атлантическата харта, подписана на 14 август 1941 г. от Франклин Рузвелт и Уинстън Чърчил. Той е призна за международно право, след като изрично е посочен в Хартата на ООН.
Принципът не упоменава как трябва да бъде направено решението, нито какъв трябва да е изходът от него, бил той независимост, федерация, протекторат, някаква форма на автономия или пълна културна асимилация. Също така той не споменава как следва да се разграничават народите, нито какво представлява един народ. Съществуват противоречиви дефиниции и правни критерии за определяне на това кои групи могат законно да претендират за право на самоопределяне.

## Правото на самоопределяне като принцип на международното право
Правото на самоопределяне е един от общопризнатите принципи на международното право. Процесът по установяване на тази норма започва още през 1792 г., когато присъединяването на папските анклави Авиньон и Венсен във Франция се осъществява въз основа на плебисцит. Правото започва да получава международно признание в процеса на разпад на колониалната система след 1945 г., а след това и чрез Декларацията за предоставяне на независимост на колониалните страни и народи на ООН от 1960 г.
В Международния пакт за граждански и политически права, както и в Международния пакт за икономически, социални и културни права, е заложено: „Всички народи имат право на самоопределяне. По силата на това право те свободно установяват своя политически статут и осигуряват свободно своето икономическо, социално и културно развитие… Всички участващи страни в настоящия пакт… трябва, в съответствие с разпоредбите на Устава на ООН, да насърчават упражняването на правото на самоопределяне и да зачитат това право“.
Подобни принципи са утвърдени в документите на Организацията за сигурност и сътрудничество в Европа от 1975 г.: Заключителния акт от Хелзинки от 1975 г., Заключителния документ на Виенската среща от 1986 г., документът от Копенхагенската среща на Конференцията за човешкото измерение на ОССЕ от 1990 г. и други международни правни актове.
Правото на нациите на самоопределяне е провъзгласено още в началото на 20 век от правителството на САЩ (Удроу Уилсън), както и от руските болшевики, които правят утвърждаването му едно от основните изисквания и направления на първоначалния период на дейността си.

## Текущи проблеми
От началото на 1990-те години, легитимирането на принципа на националното самоопределение довежда до увеличаване на броя на конфликтите в редица държави, докато малцинствени групи започват да търсят самоопределяне и пълно отцепване. Техните конфликти са вътрешни (за ръководство над групите) или са насочени срещу други групи или срещу държавата. Международната реакция към тези нови движения е разнородна и често се диктува повече от политиката, отколкото от принципа. Декларацията на хилядолетието от 2000 г. не успява да се справи с тези нови проблеми и споменава само „правото на самоопределяне на народите, които са все още под колониално господство и чужда окупация“.